# Racovița, Vaslui
Racovița este un sat în comuna Gârceni din județul Vaslui, Moldova, România. Se află în partea de nord-vest a județului,  în Colinele Tutovei.